# Tour de France 2017
Die Tour de France 2017 war die 104. Austragung des wichtigsten Etappenrennens im Straßenradsport. Der Grand Départ fand am 1. Juli 2017 mit einem 13 Kilometer langen Einzelzeitfahren erstmals in der Geschichte der Tour de France in Düsseldorf statt. Damit war der Auftakt zum vierten Mal nach 1965 in Köln, 1980 in Frankfurt am Main und 1987 in West-Berlin in Deutschland.
Gesamtsieger der Rundfahrt wurde zum vierten Mal Chris Froome, 54 Sekunden vor Rigoberto Urán und 2:20 Minuten vor Romain Bardet. Froomes Team Sky gewann auch die Mannschaftswertung.
Froomes Teamkollege Geraint Thomas gewann das Auftaktzeitfahren in Düsseldorf und verlor sein Gelbes Trikot an Froome bei der ersten Bergankunft der 5. Etappe zur Planche des Belles Filles, wo Fabio Aru gewann. Zwar verlor Froome die Gesamtführung auf der 12. Etappe an Aru, da er am steilen Zielhang dem Tagessieger Bardet und den anderen Favoriten nicht mehr folgen konnte, eroberte die Gesamtführung bei der Zielankunft der 14. Etappe aber wieder zurück, da der schlecht platzierte Aru in einem hinteren Teil des Pelotons ankam. Nach den beiden Alpenetappen, der 17. Etappe nach Serre Chevalier und der 18. Etappe auf den Col d’Izoard, lagen Froome, Bardet und Uran nur 29 Sekunden auseinander, so dass das Einzelzeitfahren des vorletzten Tages die Entscheidung brachte.
Erfolgreichster Etappenjäger war Marcel Kittel, der die zweite,  sechste, siebte, zehnte und elfte Etappe jeweils im Massensprint gewann. Nachdem Kittel auf der 17. Etappe das Rennen nach einem Sturz hatte aufgeben müssen, übernahm Michael Matthews das Grüne Trikot und gewann die Punktewertung auch abschließend. Matthews gewann außerdem die hügelige 14. und 16. Etappe jeweils im Sprint des Vorderfelds.
Sein Mannschaftskollege im Team Sunweb, Warren Barguil, wurde Gesamtzehnter und gewann zwei Bergetappen: Die 13. Etappe im Spurt einer vierköpfigen Spitzengruppe und die Bergankunft der 18. Etappe als Solist. Außerdem gewann er die Bergwertung und wurde als kämpferischster Fahrer der Tour de France 2017 geehrt.
Simon Yates wurde Gesamtsiebter und gewann damit die Nachwuchswertung und folgte seinem Zwillingsbruder Adam Yates, der das Weiße Trikot 2016 gewann.

## Grand Départ

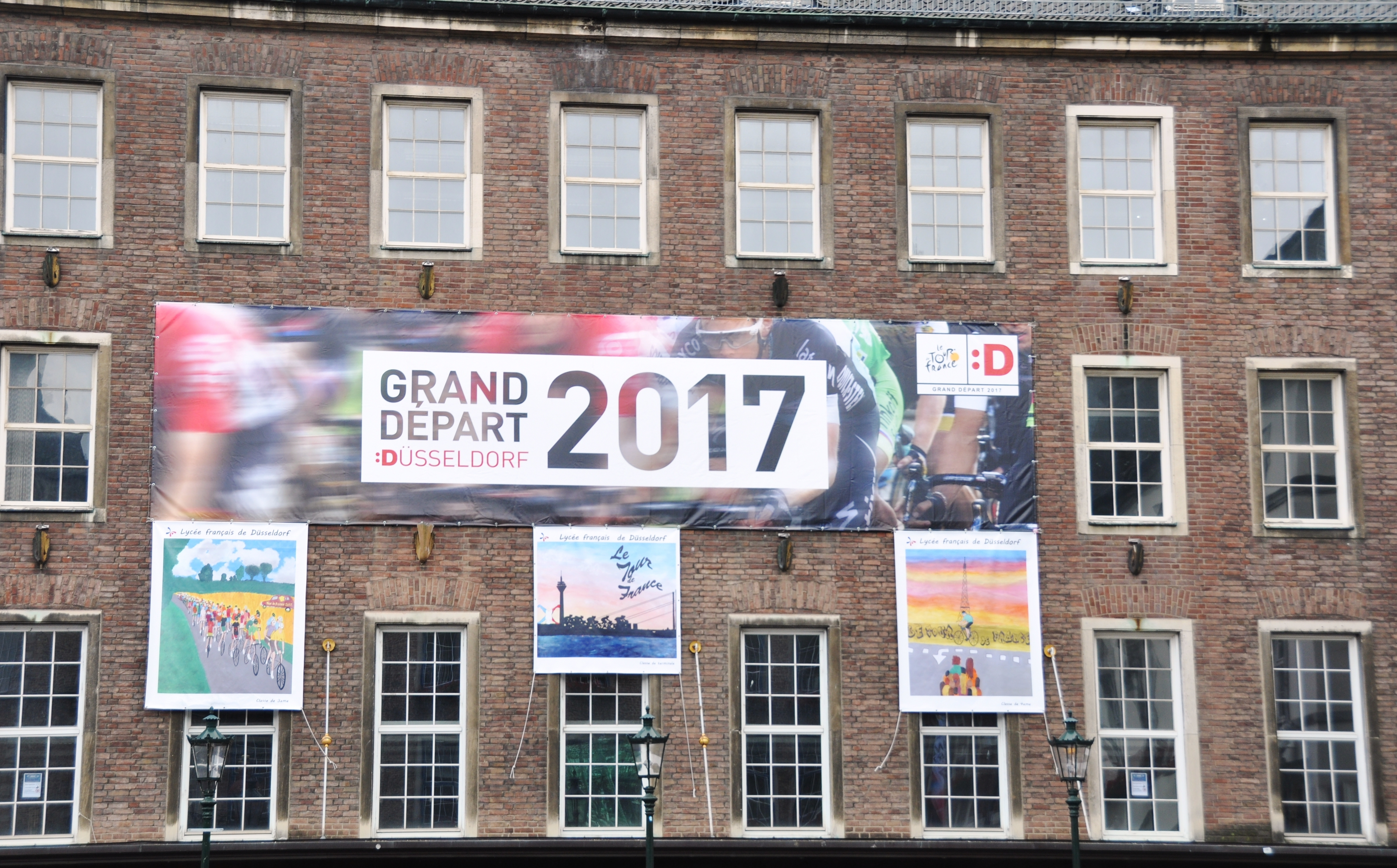
Marktplatz in Düsseldorf mit Grand-Départ-Banner am Rathaus

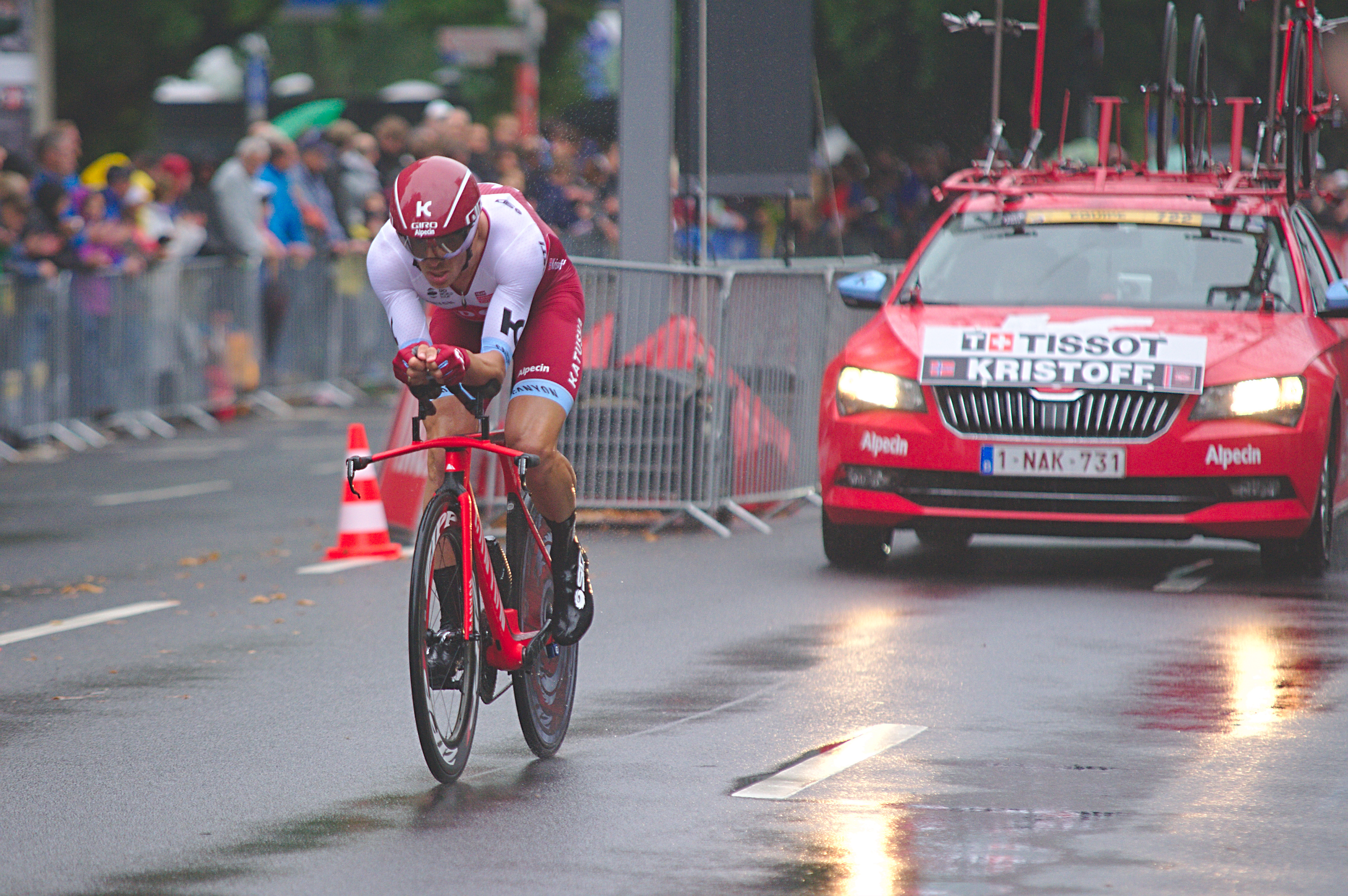
Regen und nasse Fahrbahn beim Grand Départ am 1. Juli, hier: Alexander Kristoff beim Einzelzeitfahren

Nach dem Auftaktzeitfahren  startete auch die zweite Etappe in Nordrhein-Westfalens Landeshauptstadt. Diese führte vom Start in der Düsseldorfer Altstadt zunächst zum Grafenberger Wald, wo eine Bergwertung stattfand, weiter ins Neandertal und in den Kreis Mettmann, bevor das Teilnehmerfeld nach Düsseldorf zurückkehrte. Nach einer Sprintwertung in Mönchengladbach wurde westlich von Aachen Deutschland verlassen und die Strecke verlief bis zu ihrem Ziel in Lüttich auf belgischem Staatsgebiet.
Für Interessierte bestand seit dem 18. September 2016 die Möglichkeit, die zweite Etappe im Rahmen einer öffentlichen Probefahrt zu erkunden.

## Etappen
Die folgende Tabelle zeigt die Etappen der Tour de France 2017 mit Datum, Start- und Zielort, Kategorisierung und Etappenlänge. Außerdem sind der Etappensieger und der jeweils Führende in der Gesamtwertung nach der Etappe angegeben. In der ersten Spalte sind, falls vorhanden, die Einzelartikel zu jeder Etappe mit detaillierten Angaben zu Platzierung und Rennverlauf angegeben.
| Etappe     | Datum    | Etappenorte                                | type                 | Länge (km) | Etappensieger        | Gesamtführender |
| ---------- | -------- | ------------------------------------------ | -------------------- | ---------- | -------------------- | --------------- |
| 1. Etappe  | 1. Jul.  | Düsseldorf – Düsseldorf                    | Einzelzeitfahren     | 14         | Geraint Thomas       | Geraint Thomas  |
| 2. Etappe  | 2. Jul.  | Düsseldorf – Lüttich                       | Flachetappe          | 203,5      | Marcel Kittel        | Geraint Thomas  |
| 3. Etappe  | 3. Jul.  | Verviers – Longwy                          | Hügelige Etappe      | 212,5      | Peter Sagan          | Geraint Thomas  |
| 4. Etappe  | 4. Jul.  | Bad Mondorf – Vittel                       | Flachetappe          | 207,5      | Arnaud Démare        | Geraint Thomas  |
| 5. Etappe  | 5. Jul.  | Vittel – Planche des Belles Filles         | Mittelschwere Etappe | 160,5      | Fabio Aru            | Chris Froome    |
| 6. Etappe  | 6. Jul.  | Vesoul – Troyes                            | Flachetappe          | 216        | Marcel Kittel        | Chris Froome    |
| 7. Etappe  | 7. Jul.  | Troyes – Nuits-Saint-Georges               | Flachetappe          | 213,5      | Marcel Kittel        | Chris Froome    |
| 8. Etappe  | 8. Jul.  | Dole – Station des Rousses                 | Mittelschwere Etappe | 187,5      | Lilian Calmejane     | Chris Froome    |
| 9. Etappe  | 9. Jul.  | Nantua – Chambéry                          | Hochgebirgsetappe    | 181,5      | Rigoberto Urán       | Chris Froome    |
| 10. Etappe | 11. Jul. | Périgueux – Bergerac                       | Flachetappe          | 178        | Marcel Kittel        | Chris Froome    |
| 11. Etappe | 12. Jul. | Eymet – Pau                                | Flachetappe          | 203,5      | Marcel Kittel        | Chris Froome    |
| 12. Etappe | 13. Jul. | Pau – Peyragudes                           | Hochgebirgsetappe    | 214,5      | Romain Bardet        | Fabio Aru       |
| 13. Etappe | 14. Jul. | Saint-Girons – Foix                        | Hochgebirgsetappe    | 101        | Warren Barguil       | Fabio Aru       |
| 14. Etappe | 15. Jul. | Blagnac – Rodez                            | Hügelige Etappe      | 181,5      | Michael Matthews     | Chris Froome    |
| 15. Etappe | 16. Jul. | Laissac-Sévérac l'Église – Le Puy-en-Velay | Mittelschwere Etappe | 189,5      | Bauke Mollema        | Chris Froome    |
| 16. Etappe | 18. Jul. | Le Puy-en-Velay – Romans-sur-Isère         | Hügelige Etappe      | 165        | Michael Matthews     | Chris Froome    |
| 17. Etappe | 19. Jul. | La Mure – Serre Chevalier                  | Hochgebirgsetappe    | 183        | Primož Roglič        | Chris Froome    |
| 18. Etappe | 20. Jul. | Briançon – Col d’Izoard                    | Hochgebirgsetappe    | 179,5      | Warren Barguil       | Chris Froome    |
| 19. Etappe | 21. Jul. | Embrun – Salon-de-Provence                 | Hügelige Etappe      | 222,5      | Edvald Boasson Hagen | Chris Froome    |
| 20. Etappe | 22. Jul. | Marseille – Marseille                      | Einzelzeitfahren     | 22,5       | Maciej Bodnar        | Chris Froome    |
| 21. Etappe | 23. Jul. | Montgeron – Avenue des Champs-Élysées      | Flachetappe          | 103        | Dylan Groenewegen    | Chris Froome    |

## Wertungen im Tourverlauf
Die Tabelle zeigt den Führenden in der jeweiligen Wertung bzw. die Träger der Wertungstrikots oder farbigen Rückennummern am Ende der jeweiligen Etappe an. Eine detailliertere Übersicht über die Platzierungen nach einer Etappe bieten die einzelnen Etappenartikel, die in der ersten Spalte verlinkt sind.
| Etappe | Gesamtwertung        | Punktewertung            | Bergwertung            | Nachwuchswertung    | Teamwertung | Kämpferischster Fahrer         |
| ------ | -------------------- | ------------------------ | ---------------------- | ------------------- | ----------- | ------------------------------ |
| 1.     | Geraint Thomas (Sky) | Geraint Thomas (1) (Sky) | nicht vergeben         | Stefan Küng (BMC)   | Team Sky    | nicht vergeben                 |
| 2.     | Geraint Thomas (Sky) | Marcel Kittel (QST)      | Taylor Phinney (CDT)   | Stefan Küng (BMC)   | Team Sky    | Yoann Offredo (WGG)            |
| 3.     | Geraint Thomas (Sky) | Marcel Kittel (QST)      | Nathan Brown (CDT)     | Pierre Latour (ALM) | Team Sky    | Lilian Calmejane (DEN)         |
| 4.     | Geraint Thomas (Sky) | Arnaud Démare (FDJ)      | Nathan Brown (CDT)     | Pierre Latour (ALM) | Team Sky    | Guillaume Van Keirsbulck (WGG) |
| 5.     | Chris Froome (Sky)   | Arnaud Démare (FDJ)      | Fabio Aru (AST)        | Simon Yates (ORS)   | Team Sky    | Philippe Gilbert (QST)         |
| 6.     | Chris Froome (Sky)   | Arnaud Démare (FDJ)      | Fabio Aru (AST)        | Simon Yates (ORS)   | Team Sky    | Vegard Stake Laengen (UAD)     |
| 7.     | Chris Froome (Sky)   | Marcel Kittel (QST)      | Fabio Aru (AST)        | Simon Yates (ORS)   | Team Sky    | Dylan van Baarle (CDT)         |
| 8.     | Chris Froome (Sky)   | Marcel Kittel (QST)      | Lilian Calmejane (DEN) | Simon Yates (ORS)   | Team Sky    | Lilian Calmejane (DEN)         |
| 9.     | Chris Froome (Sky)   | Marcel Kittel (QST)      | Warren Barguil (SUN)   | Simon Yates (ORS)   | Team Sky    | Warren Barguil (SUN)           |
| 10.    | Chris Froome (Sky)   | Marcel Kittel (QST)      | Warren Barguil (SUN)   | Simon Yates (ORS)   | Team Sky    | Élie Gesbert (TFO)             |
| 11.    | Chris Froome (Sky)   | Marcel Kittel (QST)      | Warren Barguil (SUN)   | Simon Yates (ORS)   | Team Sky    | Maciej Bodnar (BOH)            |
| 12.    | Fabio Aru (AST)      | Marcel Kittel (QST)      | Warren Barguil (SUN)   | Simon Yates (ORS)   | Team Sky    | Stephen Cummings (DDD)         |
| 13.    | Fabio Aru (AST)      | Marcel Kittel (QST)      | Warren Barguil (SUN)   | Simon Yates (ORS)   | Team Sky    | Alberto Contador (TFS)         |
| 14.    | Chris Froome (Sky)   | Marcel Kittel (QST)      | Warren Barguil (SUN)   | Simon Yates (ORS)   | Team Sky    | Thomas De Gendt (LTS)          |
| 15.    | Chris Froome (Sky)   | Marcel Kittel (QST)      | Warren Barguil (SUN)   | Simon Yates (ORS)   | Team Sky    | Bauke Mollema (TFS)            |
| 16.    | Chris Froome (Sky)   | Marcel Kittel (QST)      | Warren Barguil (SUN)   | Simon Yates (ORS)   | Team Sky    | Sylvain Chavanel (DEN)         |
| 17.    | Chris Froome (Sky)   | Michael Matthews (SUN)   | Warren Barguil (SUN)   | Simon Yates (ORS)   | Team Sky    | Alberto Contador (TFS)         |
| 18.    | Chris Froome (Sky)   | Michael Matthews (SUN)   | Warren Barguil (SUN)   | Simon Yates (ORS)   | Team Sky    | Darwin Atapuma (UAD)           |
| 19.    | Chris Froome (Sky)   | Michael Matthews (SUN)   | Warren Barguil (SUN)   | Simon Yates (ORS)   | Team Sky    | Jens Keukeleire (ORS)          |
| 20.    | Chris Froome (Sky)   | Michael Matthews (SUN)   | Warren Barguil (SUN)   | Simon Yates (ORS)   | Team Sky    | nicht vergeben                 |
| 21.    | Chris Froome (Sky)   | Michael Matthews (SUN)   | Warren Barguil (SUN)   | Simon Yates (ORS)   | Team Sky    | nicht vergeben                 |
| Sieger | Chris Froome (SKY)   | Michael Matthews (SUN)   | Warren Barguil (SUN)   | Simon Yates (ORS)   | Team Sky    | Warren Barguil (SUN)           |

Das Souvenir Henri Desgrange am Col du Galibier (2.642 m ü. NN) gewann der slowenische Fahrer Primož Roglič (TLJ).

## Reglement
Gegenüber der Tour de France 2016 gab es nur geringfügige Änderungen.
Gesamtwertung
Der Führende der Gesamtwertung trägt das Gelbe Trikot. Die Reihenfolge der Wertung ergibt sich aus den Zeitabständen zwischen den einzelnen Fahrern nach jeder Etappe. Zusätzlich gibt es im Ziel einer jeden Etappe, außer den Zeitfahren, Zeitgutschriften in Höhe von 10, 6 und 4 Sekunden für die ersten drei Fahrer. Passiert innerhalb der letzten 3 km ein Unfall oder ein Defekt, werden die beteiligten Fahrer mit der gleichen Zeit gewertet, wie die Gruppe, der sie zum Zeitpunkt des Sturzes/des Defekts angehörten – außer bei Einzelzeitfahren und Bergankünften.
Punktewertung
Der Führende der Punktewertung trägt das Grüne Trikot (maillot vert). Anhand der Kategorie der jeweiligen Etappe werden die Punkte folgendermaßen vergeben:
- Etappenankünfte:
  - acht Flachetappen:[A 1] 50, 30, 20, 18, 16, 14, 12, 10, 8, 7, 6, 5, 4, 3 und 2 Punkte für die ersten 15 Fahrer im Ziel
  - sechs Mittelgebirgsetappen:[A 2] 30, 25, 22, 19, 17, 15, 13, 11, 9, 7, 6, 5, 4, 3 und 2 Punkte für die ersten 15
  - fünf Hochgebirgsetappen[A 3] und zwei Einzelzeitfahren:[A 4] 20, 17, 15, 13, 11, 10, 9, 8, 7, 6, 5, 4, 3, 2 und einen Punkt für die ersten Zehn
- Zwischensprints:[A 5] 20, 17, 15, 13, 11, 10, 9, 8, 7, 6, 5, 4, 3, 2 und einen Punkt für die ersten 15

Bergwertung
Der Führende der Bergwertung trägt das Gepunktete Trikot (maillot à pois). Die Vergabe der Punkte richtet sich nach Schwierigkeit der 53 Anstiege in fünf Kategorien. Bei der einzigen diesjährigen Bergankunft der Hors Catégorie (HC) – dem Col d’Izoard auf der 18. Etappe – wird die doppelte Anzahl an Punkten vergeben.
- sieben Anstiege der HC-Kategorie: 20, 15, 12, 10, 8, 6, 4 und 2 Punkte für die ersten acht Fahrer an der Bergwertung
- elf Berge der ersten Kategorie: 10, 8, 6, 4, 2 und einen Punkt für die ersten Sechs
- fünf Berge der zweiten Kategorie: 5, 3, 2 und einen Punkt für die ersten Vier
- 14 Anstiege der dritten Kategorie: 2 und einen Punkt für die ersten beiden
- 16 Anstiege der vierten Kategorie: einen Punkt für den Ersten

Nachwuchswertung
Der Führende der Nachwuchswertung trägt das Weiße Trikot (maillot blanc). Um das Weiße Trikot des besten Jungprofis kämpfen alle Fahrer, die nach dem 1. Januar 1992 geboren wurden. Die Reihenfolge ergibt sich aus der Platzierung dieser Fahrer in der Gesamtwertung.
Mannschaftswertung
Die Fahrer der führenden Mannschaft in der Teamwertung tragen jeweils eine gelbe Rückennummer. Für diese Wertung wird die Zeit der besten drei Fahrer eines Teams bei jeder Etappe addiert.
Kämpferischster Fahrer
Der kämpferischste Fahrer einer Etappe wird von einer Jury mit der Roten Rückennummer ausgezeichnet. Am Ende der Tour wird in Paris der kämpferischste Fahrer der gesamten Tour gewählt. Bei beiden Zeitfahren und bei der Schlussetappe findet keine Auszeichnung statt.
Sonderpreis
Das Souvenir Henri Desgrange erhält der erste Fahrer auf Col du Galibier (17. Etappe).

## Preisgelder
Während der Tour wurden Preisgelder in Höhe von 2.280.950 € ausgeschüttet. Die Höhe der einzelnen Preisgelder hatte sich im Vergleich zur letzten Tour nicht verändert.
| Platzierung            | 1.        | 2.        | 3.        | 4.       | 5.       | 6.       | 7.       | 8. Anm. | Täglich |
| ---------------------- | --------- | --------- | --------- | -------- | -------- | -------- | -------- | ------- | ------- |
| Gesamtwertung          | 500.000 € | 200.000 € | 100.000 € | 70.000 € | 50.000 € | 23.000 € | 11.500 € | 7.600 € | 500 €   |
| Punktwertung           | 025.000 € | 015.000 € | 010.000 € | 04.000 € | 03.500 € | 03.000 € | 02.500 € | 2.000 € | 300 €   |
| Bergwertung            | 025.000 € | 015.000 € | 010.000 € | 04.000 € | 03.500 € | 03.000 € | 02.500 € | 2.000 € | 300 €   |
| Nachwuchswertung       | 020.000 € | 015.000 € | 010.000 € | 05.000 € | —        | —        | —        | —       | 300 €   |
| Mannschaftswertung     | 050.000 € | 030.000 € | 020.000 € | 12.000 € | 08.000 € | —        | —        | —       | —       |
| Kämpferischster Fahrer | 020.000 € | —         | —         | —        | —        | —        | —        | —       | —       |

| Platzierung            | 1.        | 2.      | 3.      | Anmerkung                                |
| ---------------------- | --------- | ------- | ------- | ---------------------------------------- |
| Etappenwertung         | 11.000 €  | 5.500 € | 2.800 € | gestaffelt bis zum 20. Platz (300 €)     |
| Zwischensprints        | 01.500 €  | 1.000 € | 0500 €  | 19 Zwischensprints während der Tour      |
| Bergwertung Kat. HC    | 00800 €   | 0450 €  | 0300 €  | 07 Wertungen während der Tour            |
| Bergwertung Kat. 1     | 00650 €   | 0400 €  | 0150 €  | 11 Wertungen während der Tour            |
| Bergwertung Kat. 2     | 00500 €   | 0250 €  | —       | 05 Wertungen während der Tour            |
| Bergwertung Kat. 3     | 00300 €   | —       | —       | 14 Wertungen während der Tour            |
| Bergwertung Kat. 4     | 00200 €   | —       | —       | 16 Wertungen während der Tour            |
| Nachwuchsfahrer        | 00500 €   | —       | —       | schnellster Nachwuchsfahrer der Etappe   |
| Kämpferischster Fahrer | 0 2.000 € | —       | —       | ausgenommen Zeitfahren und Schlussetappe |
| Mannschaft             | 02.800 €  | —       | —       | schnellste Mannschaft der Etappe         |

Sonderpreis:
- Souvenir Henri Desgrange auf dem Col du Galibier für den Ersten: 5.000 €.

## Teilnehmer

### Mannschaften
Automatisch startberechtigt waren alle 18 UCI WorldTeams. Zusätzlich wurden vom Veranstalter ASO vier UCI Professional Continental Teams eingeladen: drei französische Mannschaften (Cofidis, Direct Énergie und Fortuneo-Oscaro) sowie die belgische Mannschaft Wanty-Groupe Gobert, welche zum ersten Mal bei der Frankreich-Rundfahrt teilnahm.
| WorldTeams (18)- AG2R La Mondiale - Astana - Bahrain-Merida - BMC Racing Team - Bora-Hansgrohe - Cannondale-Drapac - Dimension Data - FDJ - Katusha-Alpecin - Lotto NL-Jumbo - Lotto-Soudal - Movistar Team - Orica-Scott - Quick-Step Floors - Sky - Team Sunweb - Trek-Segafredo - UAE Team Emirates Professional Continental Teams (4)- Cofidis, Solutions Crédits - Direct Énergie - Fortuneo-Oscaro - Wanty-Groupe Gobert |
| |

### Fahrerfeld

| Anzahl Fahrer pro teilnehmender Nationen |     |
| 20+                                      | 2–9 |
| 10–19                                    | 1   |

Es nahmen 198 Fahrer in 22 Mannschaften zu je neun Startern an der Rundfahrt teil. Die Teilnehmer stammten aus 31 Nationen. Das größte Kontingent stellte traditionell das Heimatland der Tour. Es nehmen 39 Franzosen an der Rundfahrt teil. Nach Frankreich folgten die Italiener mit 18, Belgien sowie Deutschland mit jeweils 16, die Niederlande mit 15, Spanien mit 13 Fahrern. Zudem waren sechs Schweizer und drei Österreicher am Start.
Der am 1. April 1977 geborene Spanier Haimar Zubeldia war mit 40 Jahren ältester Starter der Tour de France 2017. Zubeldia fuhr 2001 seine erste Frankreich-Rundfahrt und nahm 2017 zum 16. Mal daran teil. In den letzten beiden Vorjahren hatte den Altersrekord der Italiener Matteo Tosatto gehalten, der zum Ablauf der Saison 2016 seine Karriere beendete. Der 22 Jahre alte Franzose Élie Gesbert, der am 1. Juli 1995 geboren wurde, war der jüngste Starter des Feldes. Das höchste Durchschnittsalter aller 22 Mannschaften wies das Team Dimension Data auf, die Rennfahrer im Tourkader waren dort im Durchschnitt 32 Jahre alt. Das jüngste Team ist die Mannschaft Cannondale-Drapac mit einem mittleren Alter von 27 Jahren. Der durchschnittliche Rennfahrer bei der Tour de France 2017 war etwa 29 Jahre alt. In die Wertung um den besten Nachwuchsfahrer konkurrieren in diesem Jahr 29 Sportler, rund 15 % des Feldes.
Der Franzose Sylvain Chavanel bestritt 2017 seine 17. Tour de France und hatte damit die meisten Tour-Starts aller Fahrer aus dem Feld vorzuweisen. Mit seiner 17. Tour-Teilnahme stellt er auch den Rekord des Amerikaners George Hincapie, des Australiers Stuart O’Grady und des Deutschen Jens Voigt ein, die ebenfalls 17 Mal bei der Frankreich-Rundfahrt am Start waren.
Bereits am 22. September 2016 kündigte Thomas Voeckler an, dass er mit der Tour de France 2017 sein letztes Rennen bestreiten werde.